# (8935) Beccaria
(8935) Beccaria  es un asteroide perteneciente al cinturón de asteroides, descubierto el 11 de enero de 1997 por Marco Cavagna y Piero Sicoli desde el Observatorio Astronómico Sormano, en Italia.

## Designación y nombre
Beccaria se designó inicialmente como 1997 AV13.
Más adelante fue nombrado en honor al ilustrado italiano  Cesare Beccaria (1738-1794).

## Características orbitales
Beccaria orbita a una distancia media del Sol de 2,2295 ua, pudiendo acercarse hasta 1,8952 ua y alejarse hasta 2,5638 ua. Tiene una excentricidad de 0,1499 y una inclinación orbital de 4,1137° grados. Emplea en completar una órbita alrededor del Sol 1216 días.

## Características físicas
Su magnitud absoluta es 14,4. Tiene 3,274 km de diámetro. Su albedo se estima en 0,181.